# Armadillidium speyeri
Armadillidium speyeri là một loài chân đều trong họ Armadillidiidae. Loài này được Jackson miêu tả khoa học năm 1923.